# Gaspard du Laurens
Gaspard du Laurens (14 septembre 1567 – 12 juillet 1630) fut abbé de Sénanque, puis de Saint-Pierre de Vienne en 1597 et archevêque d'Arles de 1603 à 1630.

## Biographie

### Origines
Gaspard du Laurens est né à Arles le 14 septembre 1567. Son père Louis, d'origine savoyarde, est un médecin réputé. Sa mère, Louise, est la sœur du meilleur ami de son père, Honoré de Castellan, dit aussi du Chastel , une riche famille originaire de Riez réfugiée à Avignon. Honoré Castellan est également un médecin réputé : il est professeur de médecine à Montpellier et deviendra le médecin personnel de Charles IX. 
Le couple du Laurens, marié en février 1553 et établi initialement à Tarascon, s'installe en 1560 à Arles  où naît Gaspard. Il est dixième enfant d'une fratrie de onze. L’un de ses frères, André, sera médecin du roi Henri IV. Un autre de ses frères, Honoré, sera archevêque d’Embrun, un autre encore, supérieur provincial des capucins.

### Formation et premières années

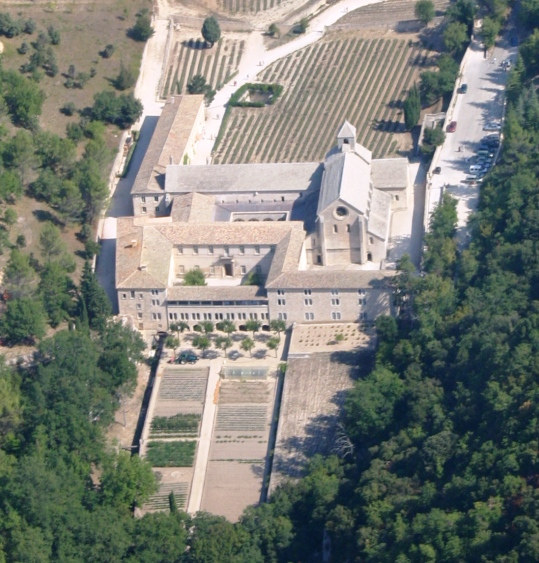
L'abbaye de Sénanque vue depuis le ciel par le sud

Abbé, du  Laurens est déjà remarqué par son action réformatrice à la tête des abbayes de Sénanque et de Saint-Pierre de Vienne.

### Archevêque d'Arles
Sa nomination à Arles marque la fin du recrutement de nobles étrangers sur le siège de Césaire. 
Apprécié par le peuple arlésien, il fait de son entrée solennelle dans la ville, retardée par sa participation aux états généraux du royaume (1606-1607), un véritable triomphe. 
L’épiscopat arlésien de Gaspard du Laurens se déroule dans un contexte de prospérité remarquable. Propriétaire de vastes domaines agricoles en Camargue et en Crau, et détenteur de péages sur le Rhône, l’archevêque utilise ces importants revenus financiers pour mener à bien ses engagements de chef spirituel et de mécène.

#### Le pasteur
Archevêque d’Arles, il supporte également de nombreuses charges sur le plan national : il participe ainsi aux délibérations des États Généraux de 1606 et à l’assemblée nationale des notables convoquée par Louis XIII à Rouen en 1617. L’année suivante il est admis au sein des conseils royaux. Malgré ces responsabilités, du Laurens n’oublie pas son rôle de pasteur. 

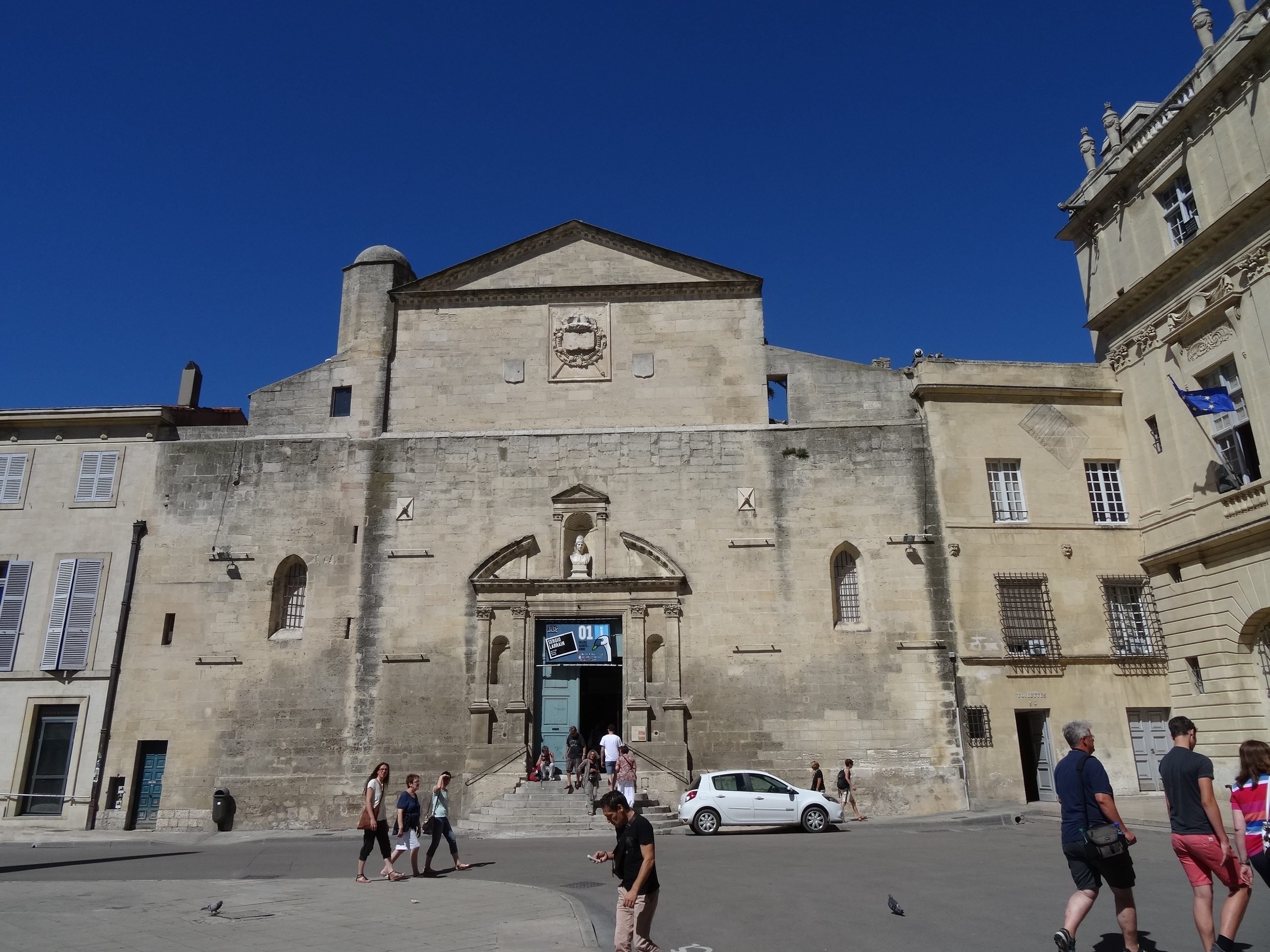
Église Sainte-Anne d'Arles.

Dans son diocèse, il multiple dès 1607 les visites paroissiales. Entre 1610 et 1630, près de 140 procès-verbaux  témoignent de son passage dans les églises. Toutefois, il ne visite celles d’Arles qu’en 1627. Il jouit d’une grande popularité auprès du peuple  notamment après son comportement lors de la peste de 1629 qui emporte 900 arlésiens.
Le 30 octobre 1622 dans la cathédrale de Saint-Trophime, l'archevêque accueille le roi Louis XIII, qui fait un don de 15 000 livres pour l'achèvement de l'église Sainte-Anne en face de Saint-Trophime.
Le combat principal de Gaspard du Laurens est la réforme des ordres religieux. La confrérie de Saint-Marc-de-la-Major est fermement invitée à échauffer et convier avec plus de zèle les fidèles à s’adonner à la dévotion. Il s’appuie essentiellement sur les ordres religieux, nouveaux ou réformés. Dès son entrée en fonction, il impose le port de l’habit clérical aux chanoines. En 1608, les recollets plus respectueux de la règle franciscaine remplacent les observantins dans le couvent d’Arles. Ses efforts relayés par le conseil de la ville permettent l’établissement de nouvelles communautés : les oratoriens en 1609, les minimes en 1610, les augustins déchaussés en 1627 et visitandines en 1629. En 1624, les ursulines passent du statut de congrégées à celui de moniales cloîtrées. Les jésuites s’installent dans la cité en 1625 et se voient rapidement confier la direction du collège.
Avec les oratoriens, du Laurens entreprend la réforme du clergé séculier du diocèse. Des synodes diocésains sont organisés suivis par la publication de règlements disciplinaires pour les prêtres.  Il diffuse le dogme tridentin et le droit canon par des conférences ecclésiastiques hebdomadaires  qui rassemblent le clergé.
Il réforme également l’administration de son diocèse. Mais aussi il fait tracer une nouvelle route à la sortie d’Arles entre Saint-Martin-de-Crau et Salon-de-Provence sur une longueur de quatre lieues, appelée Via Laurentia (chemin de Laurens), embellit la place royale d’Arles et reconstruit l’église paroissiale Saint-Martin. Toutefois en dépit de tous ces efforts et de sa grande activité, du Laurens ne réussit pas totalement à réformer l’église d’Arles. L’état spirituel du diocèse, tel qu’il transparaît vers 1630 au travers des documents d’archives, reste très précaire, notamment en Camargue qui, après les troubles qui l’ont ravagée à la fin du XVIe siècle, se repeuple.

#### Le mécène

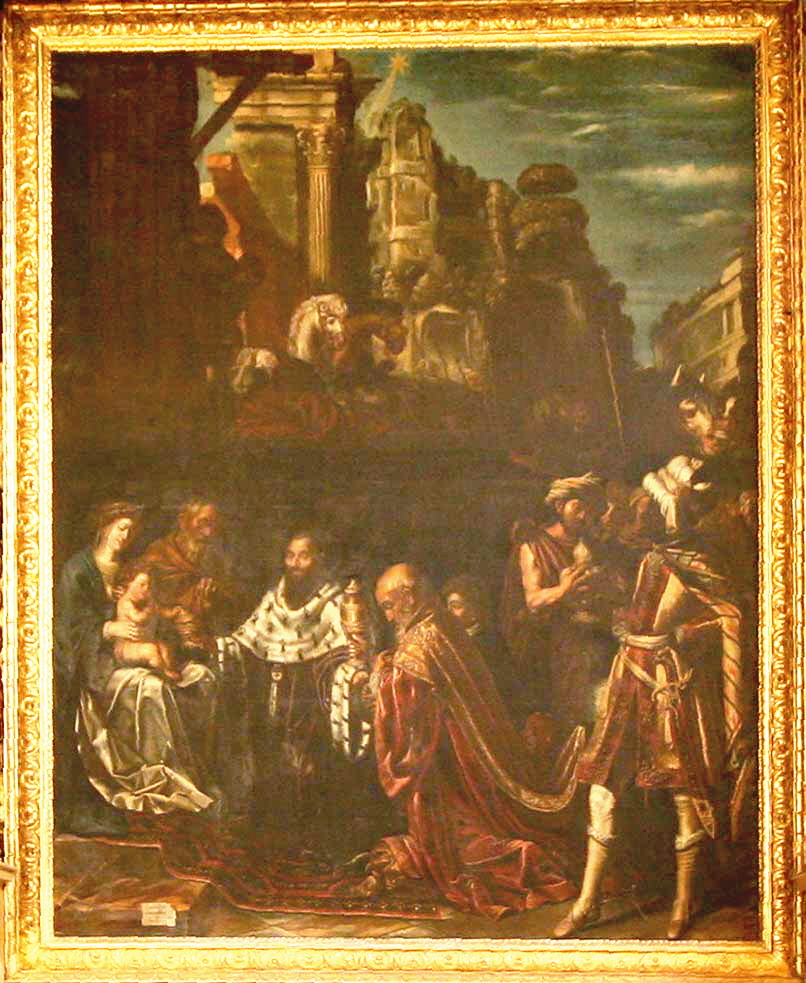
L'adoration des rois mages de Louis Finson ; Gaspard du Laurens y est représenté en roi Gaspard, le roi proche de l'enfant Jésus.

Zélé réformateur inspiré de la Contre Réforme catholique qui se développa après le concile de Trente, Gaspard du Laurens sut concilier cet élan spirituel et pastoral avec une action de mécénat.
Dès son arrivée dans la cité, Gaspard s'intéresse au bâti religieux. Il fait restaurer l'église Sainte-Anne sous la direction de l'architecte Antoine Borel et pose quelques années plus tard la première pierre de Saint-Césaire de la Roquette (1628) et de l'église des Trinitaires (1630). Les nouvelles congrégations qui s'installent à Arles, Minimes en 1615 et Ursulines en 1618, doivent collaborer avec lui pour la construction de leurs bâtiments. 
Il fait réaliser un inventaire du mobilier cultuel et remplacer les chasses en bois par des œuvres en or ou en argent (chasse de saint Roch, etc.).
Il attire également de nombreux artistes locaux mais aussi étrangers tel le plus connu, le peintre Louis Finson, qui intervient notamment dans l'église Saint-Trophime.
Il meurt le 12 juillet 1630 à Salon-de-Provence au château de l'Empéri, appartenant au domaine temporel des archevêques arlésiens. Son corps est inhumé à Arles dans la chapelle Saint-Félix.

### Postérité

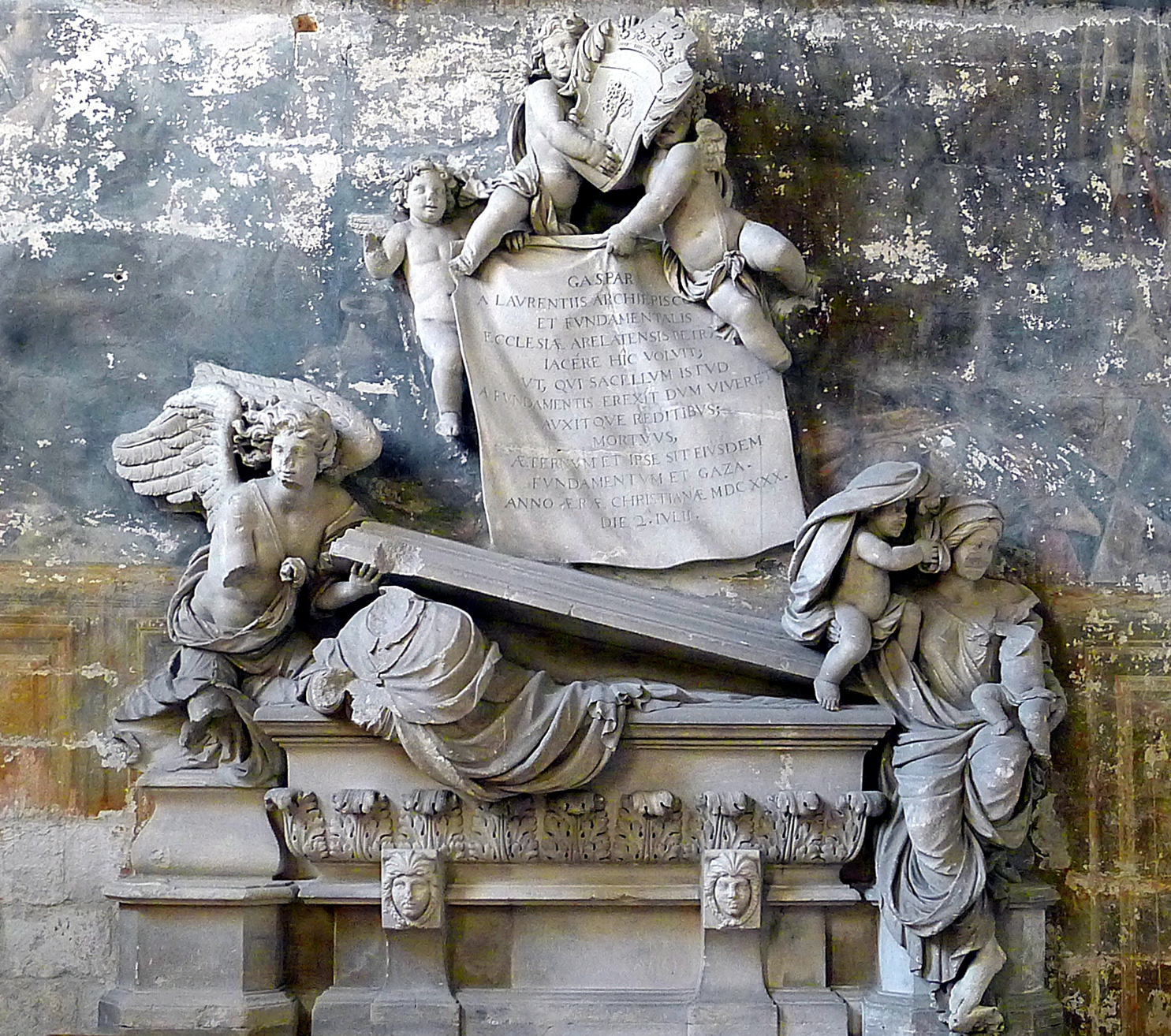
Mausolée de Gaspard du Laurens

En 1677, le sculpteur arlésien Jean Dedieu réalise le mausolée de Gaspard du Laurens, dans une chapelle de Saint-Trophime.

## Armoiries
Ses armes sont : "D'or, en laurier de sinople, au chef d'azur chargé de trois étoiles d'or."

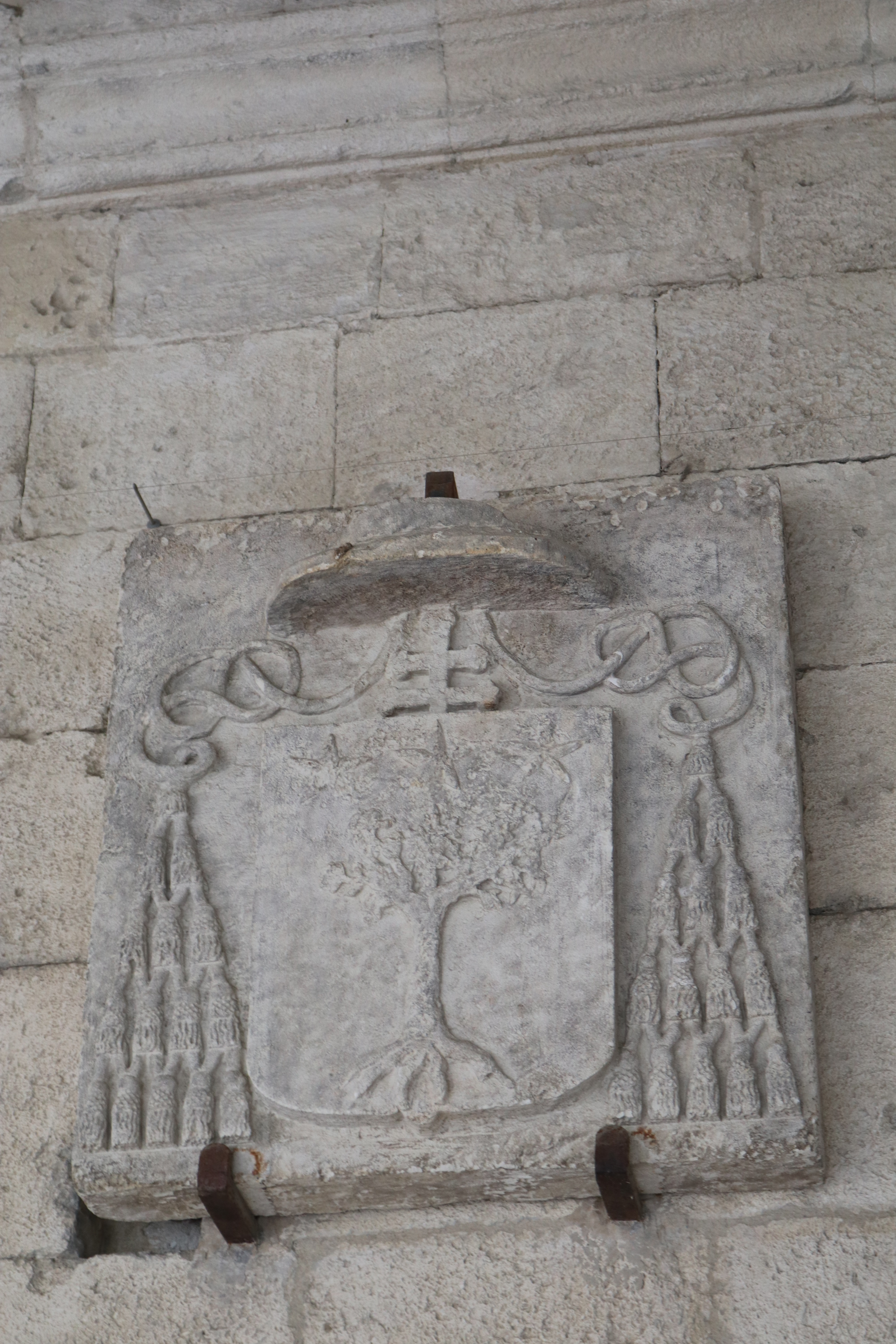
Les armoiries de l'archevêque dans le cloître de Saint-Trophime.

### Sources
- Jean-Maurice Rouquette, Arles, histoire, territoires et cultures,   p. 639–642
- Ouvrage collectif - AVA - Collection "Histoire d'Arles" no 12 : La ville d'Arles au début du XVIIe siècle - 2016 -  (ISSN 0988-9531)